# ARD (実験機)
ARD(Atmospheric Reentry Demonstrator)は英語で「大気圏再突入実験機」、すなわち宇宙から大気圏に突入し、人員または物資を地表へ届ける宇宙輸送システムの実験機を意味する。同様の目的を持つ実験機一般を指す普通名詞としても使われ得るが、この項では1998年に打ち上げられた欧州宇宙機関(ESA)の実験機について記述する。

## 概要
ARDはヨーロッパが独自に打ち上げ・回収の完結した宇宙輸送サイクルを実現することを目指し、空力加熱のシミュレート実証および熱保護材料のテストと飛行制御システムの評価を行う最初のステップとして企画された。実験機の外観はアポロ司令船に類似した円錐形をしており、寸法はアポロ再突入カプセルを約70％に縮小した底面直径2.8m、全高2m。重量は2,800kgで飛行姿勢を制御する推力400Nのスラスター7基を持つ。再突入時の高温に晒される再突入面は、耐熱シールドとしてシリカ化合物の繊維を織り交ぜた93枚のフェノール樹脂タイルが同心円状に配置された。また比較のため材質の異なる数種類の耐熱材サンプルも取り付けられている。製造は主契約企業のエアロスパシアル（現EADS）をはじめ欧州各国より27社が参加。ミッションコントロールはトゥールーズ宇宙センターが担当した。
実機の打ち上げに先立つ1996年7月14日、シチリア島トラパーニ沖合いにて高高度気球からARDのテストモデルを投下する試験が行われ、高度23.2kmからのパラシュート降下と着水後の回収に成功した。

## 再突入試験
アリアン5のフェアリングに再突入面を上に向けた状態で格納されたARDは、ギアナ宇宙センターより1998年10月21日に打ち上げられ、高度216kmでロケットから分離した。インド上空で最大高度830kmに達し地球を4分の3周する弾道飛行を行い、打ち上げから1時間19分後に27,000km/hの高速で大気圏に再突入。減速用ドローグシュートを高度14kmで開傘し、打ち上げ後1時間41分で予定されたハワイとマルキーズ諸島の中間海域に着水した。
着水後にフロートを膨張させて海面に浮いたARDは、待機していたフランス海軍のフリゲート「プレリアル」の艦載ヘリコプターによって視認され、着水から5時間後には海軍所属のタグボート「レヴィ」に揚収された。この試験では圧力・温度・機体姿勢など200種類以上のパラメータが計測され、回収した機体からは大気圏再突入の高温に晒された新旧の断熱材試料が得られた。分析終了後のARDは2002年にトゥールーズ近郊の宇宙テーマパーク「シテ・ド・レスパス」で一般の見学者に公開され、現在はオランダの欧州宇宙技術研究センター(ESTEC)で展示されている。
またアリアン5はこれ以前に1号機と2号機の打ち上げに失敗していたが、ARDとダミー衛星MAQSAT-3を打ち上げた3号機の成功によって信頼性を挽回し、商業打ち上げへの道筋が開けることとなった。